# Vol TWA 847
Le vol TWA 847 était un vol de la compagnie aérienne américaine TWA dont le détournement a été attribué à l'Organisation des opprimés de la Terre. Le matin du vendredi 14 juin 1985, le vol en provenance d'Athènes (Hellinikon) devait rallier Londres Heathrow par Rome. Pendant trois jours, les passagers ainsi que l'équipage ont été retenus dans l'avion. 
Au cours de ces trois jours, un passager, un plongeur de l'US Navy, fut tué. 39 Américains ont été retenus en otage pendant 3 semaines. Les preneurs d'otages réclament la libération de 776 chiites détenus en Israël. Les otages américains sont finalement relâchés au bout de 17 jours. Le gouvernement américain force Israël à accepter les revendications des terroristes.

## Faits

Le capitaine John Testrake et un des pirates de l'air sur l’aéroport de Beyrouth.

Le Boeing 727-200 (immatriculé N64339) était piloté par le capitaine John Testrake. Il décolla d'Athènes à 10h10 avec 153 passagers et membres d'équipage (notamment : mécanicien navigant Benjamin C. Zimmermann, copilote Philip G. Maresca, et hôtesse Uli Derickson (en)).
Peu après le décollage, deux Libanais parlant allemand ont détourné l'avion. Ils avaient réussi à faire passer des pistolets et des grenades à travers la sécurité de l'aéroport d'Athènes. Un troisième preneur d'otage, Ali Atwa (en), n'a pu monter à bord et fut arrêté par la suite en Grèce.

## À Beyrouth, puis Alger
L'avion a été détourné de l'espace aérien grec vers le Moyen-Orient. Il fit un premier arrêt de plusieurs heures à l'aéroport de Beyrouth au Liban. 19 passagers furent libérés contre du carburant. À cette époque, le Liban étant en pleine guerre civile, et Beyrouth était divisée en secteurs contrôlés par différentes milices.
Le vendredi après-midi, l'avion a poursuivi vers Alger où 20 passagers ont été libérés au cours d'un arrêt de cinq heures, avant de retourner à Beyrouth le vendredi soir.

## Retour à Beyrouth
L'aéroport international de Beyrouth était entouré par un quartier chiite. Il n'y avait pas de périmètre de sécurité et les résidents des quartiers voisins pouvaient conduire directement sur la piste. Au cours de cette escale, les pirates de l'air ont identifié un passager comme étant plongeur des Seabee de la marine américaine, Robert Stethem (en). Après l'avoir frappé, ils le tuèrent d'une balle dans la tempe droite, et jetèrent son corps hors de l'avion sur la piste. Sept passagers américains soupçonnés d'avoir des patronymes à consonance juive furent descendus de l'appareil et séquestrés à Beyrouth par des milices locales.

## Alger encore, Beyrouth à nouveau

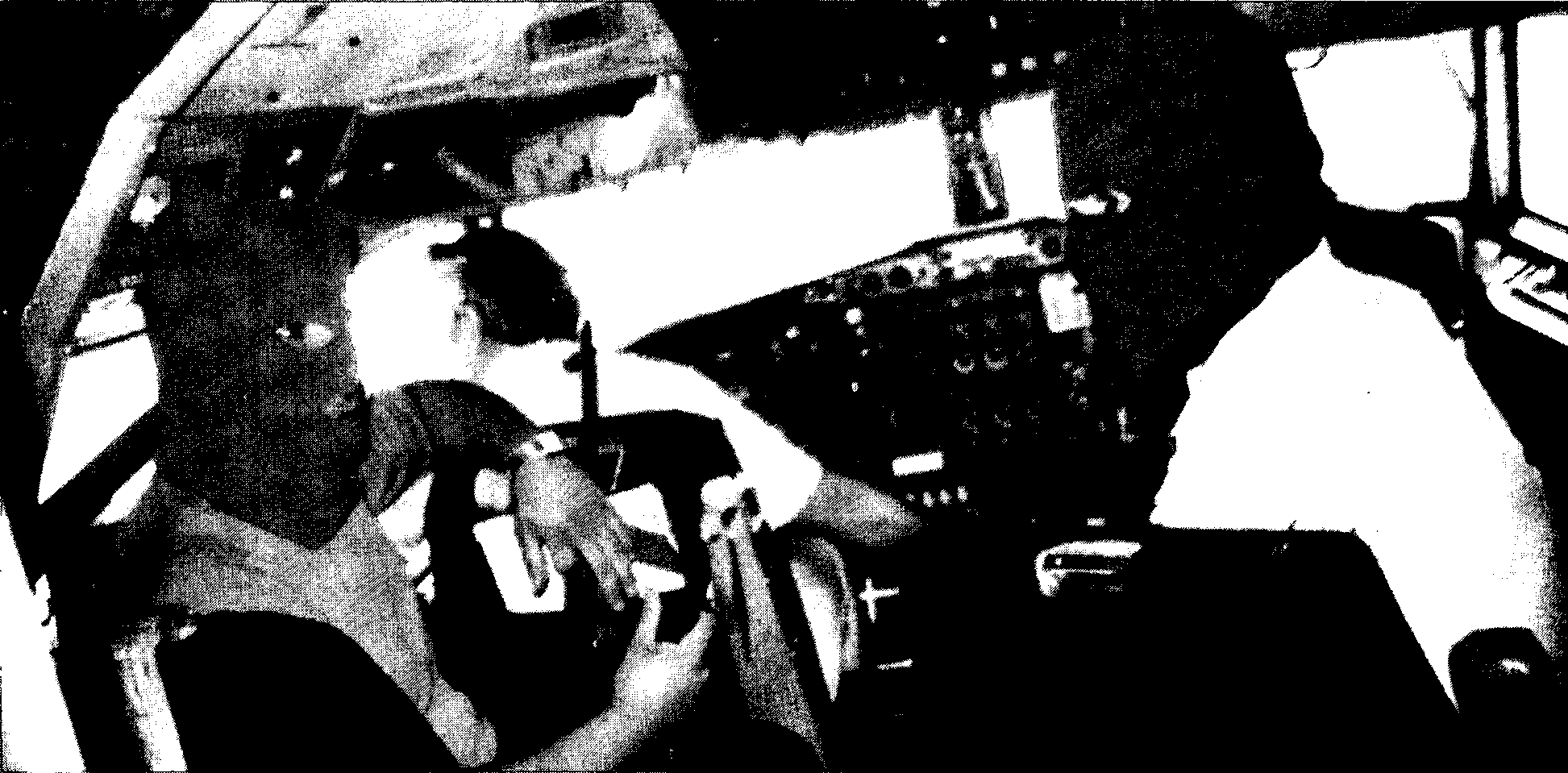
Deux terroristes dans le poste de pilotage.

Près d'une dizaine d'hommes armés rejoignirent les pirates de l'air avant que l'avion ne décolle pour Alger le samedi 15 juin, où 65 autres passagers furent libérés. Le dimanche 16 juin, dans l'après-midi, l'avion était de nouveau de retour à Beyrouth.
Les pirates de l'air firent leurs premières revendications :
- libération des 766 prisonniers (principalement chiites) transférés en Israël, en lien avec le retrait israélien du Liban[1],[2]
- libération des « 17 de Koweït », impliqués dans l'attentat de 1983 contre l'ambassade américaine à Koweït (en)[3]
- condamnation internationale de l'activité militaire israélienne dans le sud du Liban, et de l'intervention américaine au Moyen-Orient[1]
- condamnation de l'attentat du 8 mars 1985 à Bir al Abed, une banlieue de Beyrouth, attentat à la voiture piégée dans la banlieue de Beyrouth. Cet attentat, tuant 80 personnes, serait lié à la CIA.[réf. nécessaire]

Le gouvernement grec libéra Ali Atwa, complice des pirates de l'air, et en échange les pirates de l'air libérèrent huit citoyens grecs, dont le chanteur Demis Roussos.
Dans la matinée du lundi 17 juin, la plupart des otages étaient descendus de l'avion pour un endroit sûr. Les 40 otages restants furent pris en charge par Nabih Berri, chef de la milice Amal, alors ministre de la Justice du gouvernement libanais. Un des otages, présentant des problèmes cardiaques, fut libéré. Les 39 derniers otages restèrent en captivité jusqu'au 30 juin, date à laquelle ils furent conduits en Syrie. De là, ils prirent la direction de l'Allemagne de l'Ouest dans un avion de l'US Air Force. Au cours des semaines suivantes, Israël libéra plus de 700 prisonniers chiites, tout en assurant que les prisonniers libérés n'était pas liés à la piraterie aérienne.[réf. nécessaire]

## Sources
- (en) Cet article est partiellement ou en totalité issu de l’article de Wikipédia en anglais intitulé « TWA Flight 847 » (voir la liste des auteurs).